# Pont Leproso

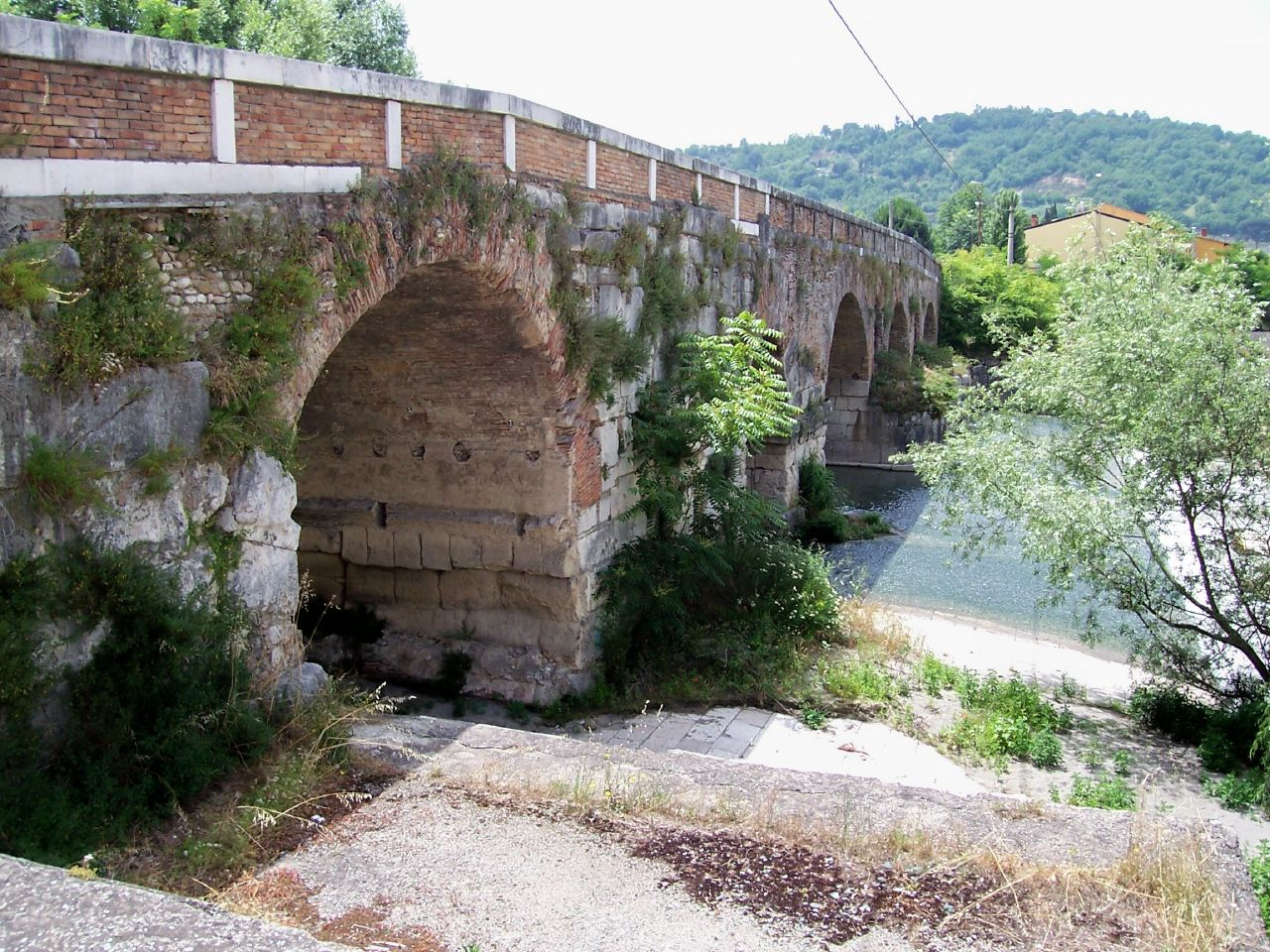
Le pont Leproso, près de Bénévent

Le pont Leproso (en italien : Ponte Leproso) est un pont italien d'origine romaine situé à la périphérie de Bénévent, en Campanie. 

## Histoire
Ce pont à cinq arches, grâce auquel la Via Appia traverse la rivière Sabato pour entrer dans Bénévent, fut construit au IVe siècle av. J.-C. par le censeur Appius Claudius Caecus à l'occasion de l'ouverture de la Via Appia, et conserve encore sa structure romaine. 
Il doit probablement son nom à une léproserie située non loin de là au Moyen Âge et disparue depuis. 
Le pont fut restauré  sous les empereurs romains Septime Sévère (193-211) et Caracalla (211-217). 
En 545, lors des guerres gothiques, le pont fut détruit par Totila, roi des Ostrogoths, après le saccage de Bénévent. 
Le soir du 22 août 1128, une entrevue eut lieu sur ce pont entre le comte normand Roger II de Sicile et le pape Honorius II. 
Selon un historien italien du XIXe siècle, Giuseppe Zigarelli, la mort du roi  Manfred Ier de Sicile, vaincu à la bataille de Bénévent (1266), eut lieu près de ce pont. 
En 1702, le pont fut endommagé par un tremblement de terre. 
Depuis peu de temps, le pont est fermé à la circulation automobile. 